# Lista di asteroidi (462001-463000)
Di seguito una lista di asteroidi dal numero 462001 al 463000 con data di scoperta e scopritore.

## 462001-462100
| Nome                 | Designazione provvisoria | Data di scoperta  | Scopritore        |
| -------------------- | ------------------------ | ----------------- | ----------------- |
| 462001 -             | 2006 WU152               | 21 novembre 2006  | Mt. Lemmon Survey |
| 462002 -             | 2006 WG161               | 15 novembre 2006  | Spacewatch        |
| 462003 -             | 2006 WG163               | 21 ottobre 2006   | Mt. Lemmon Survey |
| 462004 -             | 2006 WE167               | 15 novembre 2006  | Spacewatch        |
| 462005 -             | 2006 WV167               | 11 novembre 2006  | Spacewatch        |
| 462006 -             | 2006 WZ200               | 24 novembre 2006  | Mt. Lemmon Survey |
| 462007 -             | 2006 WL202               | 24 novembre 2006  | Spacewatch        |
| 462008 -             | 2006 XV6                 | 9 dicembre 2006   | Spacewatch        |
| 462009 -             | 2006 XD8                 | 9 dicembre 2006   | NEAT              |
| 462010 -             | 2006 XO16                | 10 dicembre 2006  | Spacewatch        |
| 462011 -             | 2006 XO18                | 27 ottobre 2006   | Spacewatch        |
| 462012 -             | 2006 XT20                | 11 dicembre 2006  | Spacewatch        |
| 462013 -             | 2006 XC46                | 27 novembre 2006  | Spacewatch        |
| 462014 -             | 2006 XA62                | 16 novembre 2006  | Mt. Lemmon Survey |
| 462015 -             | 2006 XA65                | 12 dicembre 2006  | NEAT              |
| 462016 -             | 2006 XQ65                | 17 novembre 2006  | Spacewatch        |
| 462017 -             | 2006 XC71                | 14 dicembre 2006  | Mt. Lemmon Survey |
| 462018 -             | 2006 YJ5                 | 21 settembre 2001 | Spacewatch        |
| 462019 -             | 2006 YS40                | 14 dicembre 2006  | Spacewatch        |
| 462020 -             | 2006 YA54                | 27 dicembre 2006  | Spacewatch        |
| 462021 -             | 2007 AG10                | 17 dicembre 2006  | Mt. Lemmon Survey |
| 462022 -             | 2007 AL21                | 26 dicembre 2006  | Spacewatch        |
| 462023 -             | 2007 AV27                | 25 novembre 2006  | Mt. Lemmon Survey |
| 462024 -             | 2007 BZ16                | 17 gennaio 2007   | NEAT              |
| 462025 -             | 2007 BZ18                | 18 novembre 2006  | Mt. Lemmon Survey |
| 462026 -             | 2007 BR24                | 1º settembre 2005 | Spacewatch        |
| 462027 -             | 2007 BW25                | 30 settembre 2005 | Spacewatch        |
| 462028 -             | 2007 BZ36                | 13 dicembre 2006  | Mt. Lemmon Survey |
| 462029 -             | 2007 BO52                | 17 gennaio 2007   | Spacewatch        |
| 462030 -             | 2007 BG67                | 27 gennaio 2007   | Mt. Lemmon Survey |
| 462031 -             | 2007 BA77                | 25 gennaio 2007   | CSS               |
| 462032 -             | 2007 BT100               | 27 gennaio 2007   | Mt. Lemmon Survey |
| 462033 -             | 2007 CR14                | 7 febbraio 2007   | Mt. Lemmon Survey |
| 462034 -             | 2007 CA16                | 6 febbraio 2007   | NEAT              |
| 462035 -             | 2007 CA17                | 27 gennaio 2007   | Spacewatch        |
| 462036 -             | 2007 CV38                | 27 gennaio 2007   | Mt. Lemmon Survey |
| 462037 -             | 2007 CZ61                | 10 febbraio 2007  | CSS               |
| 462038 -             | 2007 CD62                | 15 gennaio 2007   | CSS               |
| 462039 -             | 2007 CM62                | 13 febbraio 2007  | LINEAR            |
| 462040 -             | 2007 DQ2                 | 16 febbraio 2007  | CSS               |
| 462041 -             | 2007 DL8                 | 21 febbraio 2007  | Mt. Lemmon Survey |
| 462042 -             | 2007 DW16                | 17 febbraio 2007  | Spacewatch        |
| 462043 -             | 2007 DX21                | 17 febbraio 2007  | Spacewatch        |
| 462044 -             | 2007 DA30                | 17 febbraio 2007  | Spacewatch        |
| 462045 -             | 2007 DW39                | 27 dicembre 2006  | Mt. Lemmon Survey |
| 462046 -             | 2007 DP57                | 21 febbraio 2007  | Mt. Lemmon Survey |
| 462047 -             | 2007 DC92                | 23 febbraio 2007  | Spacewatch        |
| 462048 -             | 2007 DT111               | 25 febbraio 2007  | Spacewatch        |
| 462049 -             | 2007 DM112               | 25 febbraio 2007  | Mt. Lemmon Survey |
| 462050 -             | 2007 EN10                | 28 gennaio 2007   | Spacewatch        |
| 462051 -             | 2007 EF16                | 9 marzo 2007      | Mt. Lemmon Survey |
| 462052 -             | 2007 EN21                | 8 febbraio 2007   | Mt. Lemmon Survey |
| 462053 -             | 2007 EY21                | 10 marzo 2007     | Spacewatch        |
| 462054 -             | 2007 EJ22                | 23 febbraio 2007  | Mt. Lemmon Survey |
| 462055 -             | 2007 EX26                | 12 marzo 2007     | Klet              |
| 462056 -             | 2007 EM30                | 9 marzo 2007      | Mt. Lemmon Survey |
| 462057 -             | 2007 ES54                | 8 gennaio 2002    | LINEAR            |
| 462058 -             | 2007 ER65                | 21 febbraio 2007  | Spacewatch        |
| 462059 -             | 2007 EN73                | 25 febbraio 2007  | Spacewatch        |
| 462060 -             | 2007 ES73                | 10 marzo 2007     | Mt. Lemmon Survey |
| 462061 -             | 2007 ES82                | 17 gennaio 2007   | Spacewatch        |
| 462062 -             | 2007 EJ84                | 12 marzo 2007     | Spacewatch        |
| 462063 -             | 2007 EK89                | 23 febbraio 2007  | Mt. Lemmon Survey |
| 462064 -             | 2007 EC101               | 11 marzo 2007     | Spacewatch        |
| 462065 -             | 2007 EE103               | 23 febbraio 2007  | Mt. Lemmon Survey |
| 462066 -             | 2007 ED121               | 14 marzo 2007     | Mt. Lemmon Survey |
| 462067 -             | 2007 EA126               | 26 febbraio 2007  | Mt. Lemmon Survey |
| 462068 -             | 2007 EL134               | 9 marzo 2007      | Spacewatch        |
| 462069 -             | 2007 ES135               | 10 marzo 2007     | Mt. Lemmon Survey |
| 462070 -             | 2007 EH138               | 12 marzo 2007     | Spacewatch        |
| 462071 -             | 2007 EX138               | 12 marzo 2007     | Spacewatch        |
| 462072 -             | 2007 EQ149               | 12 marzo 2007     | Mt. Lemmon Survey |
| 462073 -             | 2007 ER217               | 13 marzo 2007     | Mt. Lemmon Survey |
| 462074 -             | 2007 EF218               | 9 marzo 2007      | Mt. Lemmon Survey |
| 462075 -             | 2007 EG218               | 9 marzo 2007      | Mt. Lemmon Survey |
| 462076 -             | 2007 EX220               | 13 marzo 2007     | Spacewatch        |
| 462077 -             | 2007 EU223               | 12 marzo 2007     | Spacewatch        |
| 462078 Carlosbriones | 2007 FS4                 | 18 marzo 2007     | Ferrando, R.      |
| 462079 -             | 2007 FF21                | 20 marzo 2007     | Mt. Lemmon Survey |
| 462080 -             | 2007 FH25                | 20 marzo 2007     | Spacewatch        |
| 462081 -             | 2007 FU25                | 9 marzo 2007      | Spacewatch        |
| 462082 -             | 2007 FC40                | 17 marzo 2007     | LONEOS            |
| 462083 -             | 2007 FE45                | 16 marzo 2007     | Mt. Lemmon Survey |
| 462084 -             | 2007 GJ1                 | 15 marzo 2007     | Spacewatch        |
| 462085 -             | 2007 GB9                 | 11 marzo 2007     | Mt. Lemmon Survey |
| 462086 -             | 2007 GS15                | 11 aprile 2007    | Mt. Lemmon Survey |
| 462087 -             | 2007 GW15                | 24 settembre 2000 | LINEAR            |
| 462088 -             | 2007 GV30                | 14 aprile 2007    | Mt. Lemmon Survey |
| 462089 -             | 2007 GA40                | 14 aprile 2007    | Spacewatch        |
| 462090 -             | 2007 GU72                | 13 marzo 2007     | Spacewatch        |
| 462091 -             | 2007 HJ4                 | 13 marzo 2007     | Mt. Lemmon Survey |
| 462092 -             | 2007 HA22                | 18 aprile 2007    | Spacewatch        |
| 462093 -             | 2007 HR35                | 19 aprile 2007    | Spacewatch        |
| 462094 -             | 2007 HF57                | 22 aprile 2007    | Mt. Lemmon Survey |
| 462095 -             | 2007 HD98                | 19 aprile 2007    | Mt. Lemmon Survey |
| 462096 -             | 2007 JL17                | 7 maggio 2007     | Spacewatch        |
| 462097 -             | 2007 KQ2                 | 16 maggio 2007    | CSS               |
| 462098 -             | 2007 LM37                | 15 giugno 2007    | Spacewatch        |
| 462099 -             | 2007 MS13                | 18 giugno 2007    | Spacewatch        |
| 462100 -             | 2007 MN24                | 15 giugno 2007    | Spacewatch        |

## 462101-462200
| Nome     | Designazione provvisoria | Data di scoperta  | Scopritore              |
| -------- | ------------------------ | ----------------- | ----------------------- |
| 462101 - | 2007 PN20                | 9 agosto 2007     | LINEAR                  |
| 462102 - | 2007 PN24                | 12 agosto 2007    | LINEAR                  |
| 462103 - | 2007 PY47                | 9 agosto 2007     | LINEAR                  |
| 462104 - | 2007 QJ2                 | 18 agosto 2007    | Bickel, W.              |
| 462105 - | 2007 QS5                 | 18 agosto 2007    | PMO NEO Survey Program  |
| 462106 - | 2007 RF11                | 5 settembre 2007  | Sárneczky, K., Kiss, L. |
| 462107 - | 2007 RH11                | 11 settembre 2007 | CSS                     |
| 462108 - | 2007 RC24                | 3 settembre 2007  | CSS                     |
| 462109 - | 2007 RW33                | 5 settembre 2007  | Mt. Lemmon Survey       |
| 462110 - | 2007 RA38                | 8 settembre 2007  | LONEOS                  |
| 462111 - | 2007 RD53                | 9 settembre 2007  | Spacewatch              |
| 462112 - | 2007 RJ66                | 12 agosto 2007    | LINEAR                  |
| 462113 - | 2007 RC77                | 10 settembre 2007 | Mt. Lemmon Survey       |
| 462114 - | 2007 RK81                | 10 settembre 2007 | Mt. Lemmon Survey       |
| 462115 - | 2007 RT113               | 11 settembre 2007 | Spacewatch              |
| 462116 - | 2007 RD117               | 11 settembre 2007 | Spacewatch              |
| 462117 - | 2007 RR131               | 12 settembre 2007 | Mt. Lemmon Survey       |
| 462118 - | 2007 RE133               | 15 settembre 2007 | Birtwhistle, P.         |
| 462119 - | 2007 RG139               | 6 settembre 2007  | LONEOS                  |
| 462120 - | 2007 RB144               | 14 settembre 2007 | LINEAR                  |
| 462121 - | 2007 RJ152               | 24 agosto 2007    | Spacewatch              |
| 462122 - | 2007 RM160               | 12 settembre 2007 | Mt. Lemmon Survey       |
| 462123 - | 2007 RR177               | 10 settembre 2007 | Mt. Lemmon Survey       |
| 462124 - | 2007 RS184               | 13 settembre 2007 | Mt. Lemmon Survey       |
| 462125 - | 2007 RG190               | 11 settembre 2007 | Spacewatch              |
| 462126 - | 2007 RX191               | 11 settembre 2007 | Spacewatch              |
| 462127 - | 2007 RG201               | 13 settembre 2007 | Spacewatch              |
| 462128 - | 2007 RZ228               | 11 settembre 2007 | Spacewatch              |
| 462129 - | 2007 RN246               | 8 marzo 2005      | Mt. Lemmon Survey       |
| 462130 - | 2007 RB247               | 12 settembre 2007 | Mt. Lemmon Survey       |
| 462131 - | 2007 RO250               | 9 settembre 2007  | Spacewatch              |
| 462132 - | 2007 RY255               | 14 settembre 2007 | Spacewatch              |
| 462133 - | 2007 RH309               | 3 settembre 2007  | CSS                     |
| 462134 - | 2007 RQ313               | 11 settembre 2007 | CSS                     |
| 462135 - | 2007 RU315               | 12 settembre 2007 | Mt. Lemmon Survey       |
| 462136 - | 2007 RZ321               | 10 settembre 2007 | Spacewatch              |
| 462137 - | 2007 RS322               | 13 settembre 2007 | Mt. Lemmon Survey       |
| 462138 - | 2007 SL20                | 8 settembre 2007  | Mt. Lemmon Survey       |
| 462139 - | 2007 SA21                | 25 settembre 2007 | Mt. Lemmon Survey       |
| 462140 - | 2007 SU22                | 19 settembre 2007 | Spacewatch              |
| 462141 - | 2007 TV1                 | 4 ottobre 2007    | Mt. Lemmon Survey       |
| 462142 - | 2007 TJ13                | 6 ottobre 2007    | LINEAR                  |
| 462143 - | 2007 TM25                | 4 ottobre 2007    | Spacewatch              |
| 462144 - | 2007 TW29                | 8 settembre 2007  | Mt. Lemmon Survey       |
| 462145 - | 2007 TM42                | 7 ottobre 2007    | Mt. Lemmon Survey       |
| 462146 - | 2007 TO52                | 4 ottobre 2007    | Spacewatch              |
| 462147 - | 2007 TA53                | 4 ottobre 2007    | Spacewatch              |
| 462148 - | 2007 TQ56                | 4 ottobre 2007    | Spacewatch              |
| 462149 - | 2007 TP71                | 7 ottobre 2007    | Bickel, W.              |
| 462150 - | 2007 TW73                | 10 ottobre 2007   | Mt. Lemmon Survey       |
| 462151 - | 2007 TU97                | 4 febbraio 2005   | Spacewatch              |
| 462152 - | 2007 TF103               | 8 ottobre 2007    | Spacewatch              |
| 462153 - | 2007 TB114               | 8 ottobre 2007    | CSS                     |
| 462154 - | 2007 TV118               | 9 ottobre 2007    | Spacewatch              |
| 462155 - | 2007 TW122               | 6 ottobre 2007    | Spacewatch              |
| 462156 - | 2007 TM124               | 6 ottobre 2007    | Spacewatch              |
| 462157 - | 2007 TF160               | 10 settembre 2007 | CSS                     |
| 462158 - | 2007 TW163               | 8 settembre 2007  | Mt. Lemmon Survey       |
| 462159 - | 2007 TL167               | 12 ottobre 2007   | LINEAR                  |
| 462160 - | 2007 TO167               | 14 settembre 2007 | Mt. Lemmon Survey       |
| 462161 - | 2007 TP174               | 9 settembre 2007  | Mt. Lemmon Survey       |
| 462162 - | 2007 TY181               | 8 ottobre 2007    | Mt. Lemmon Survey       |
| 462163 - | 2007 TF188               | 10 ottobre 2007   | CSS                     |
| 462164 - | 2007 TR192               | 5 ottobre 2007    | Spacewatch              |
| 462165 - | 2007 TK202               | 8 ottobre 2007    | Spacewatch              |
| 462166 - | 2007 TJ226               | 2 settembre 2000  | LONEOS                  |
| 462167 - | 2007 TW235               | 14 settembre 2007 | Mt. Lemmon Survey       |
| 462168 - | 2007 TK258               | 10 ottobre 2007   | Mt. Lemmon Survey       |
| 462169 - | 2007 TQ259               | 14 settembre 2007 | Mt. Lemmon Survey       |
| 462170 - | 2007 TC268               | 25 settembre 2007 | Mt. Lemmon Survey       |
| 462171 - | 2007 TM268               | 14 settembre 2007 | Mt. Lemmon Survey       |
| 462172 - | 2007 TZ272               | 9 ottobre 2007    | Spacewatch              |
| 462173 - | 2007 TD273               | 9 ottobre 2007    | Spacewatch              |
| 462174 - | 2007 TW294               | 14 settembre 2007 | Spacewatch              |
| 462175 - | 2007 TR319               | 14 settembre 2007 | Mt. Lemmon Survey       |
| 462176 - | 2007 TC334               | 11 ottobre 2007   | Spacewatch              |
| 462177 - | 2007 TQ356               | 19 settembre 2007 | Spacewatch              |
| 462178 - | 2007 TL363               | 14 ottobre 2007   | Mt. Lemmon Survey       |
| 462179 - | 2007 TK367               | 10 ottobre 2007   | CSS                     |
| 462180 - | 2007 TL368               | 20 settembre 2007 | CSS                     |
| 462181 - | 2007 TG381               | 14 ottobre 2007   | Spacewatch              |
| 462182 - | 2007 TT391               | 7 ottobre 2007    | Mt. Lemmon Survey       |
| 462183 - | 2007 TD395               | 15 ottobre 2007   | Spacewatch              |
| 462184 - | 2007 TY442               | 10 ottobre 2007   | CSS                     |
| 462185 - | 2007 TB444               | 4 ottobre 2007    | Spacewatch              |
| 462186 - | 2007 TR446               | 10 ottobre 2007   | CSS                     |
| 462187 - | 2007 TX450               | 9 ottobre 2007    | Spacewatch              |
| 462188 - | 2007 UF11                | 10 ottobre 2007   | CSS                     |
| 462189 - | 2007 UU21                | 16 ottobre 2007   | Spacewatch              |
| 462190 - | 2007 UZ33                | 10 ottobre 2007   | CSS                     |
| 462191 - | 2007 UR45                | 25 settembre 2007 | Mt. Lemmon Survey       |
| 462192 - | 2007 US87                | 30 ottobre 2007   | Spacewatch              |
| 462193 - | 2007 UF97                | 10 ottobre 2007   | Spacewatch              |
| 462194 - | 2007 UD120               | 14 settembre 2007 | Mt. Lemmon Survey       |
| 462195 - | 2007 UY131               | 18 ottobre 2007   | Spacewatch              |
| 462196 - | 2007 US139               | 24 ottobre 2007   | Mt. Lemmon Survey       |
| 462197 - | 2007 UA142               | 24 ottobre 2007   | Mt. Lemmon Survey       |
| 462198 - | 2007 VV2                 | 30 ottobre 2007   | Mt. Lemmon Survey       |
| 462199 - | 2007 VX27                | 2 novembre 2007   | Spacewatch              |
| 462200 - | 2007 VZ48                | 1º novembre 2007  | Spacewatch              |

## 462201-462300
| Nome     | Designazione provvisoria | Data di scoperta  | Scopritore             |
| -------- | ------------------------ | ----------------- | ---------------------- |
| 462201 - | 2007 VF58                | 22 agosto 2003    | LINEAR                 |
| 462202 - | 2007 VG62                | 1º novembre 2007  | Spacewatch             |
| 462203 - | 2007 VU85                | 8 ottobre 2007    | CSS                    |
| 462204 - | 2007 VZ94                | 9 ottobre 2007    | Spacewatch             |
| 462205 - | 2007 VQ118               | 20 ottobre 2007   | Mt. Lemmon Survey      |
| 462206 - | 2007 VP126               | 10 settembre 2007 | Mt. Lemmon Survey      |
| 462207 - | 2007 VX138               | 9 ottobre 2007    | PMO NEO Survey Program |
| 462208 - | 2007 VF145               | 4 novembre 2007   | Spacewatch             |
| 462209 - | 2007 VU159               | 5 novembre 2007   | Spacewatch             |
| 462210 - | 2007 VR164               | 5 novembre 2007   | Spacewatch             |
| 462211 - | 2007 VG181               | 7 novembre 2007   | CSS                    |
| 462212 - | 2007 VO195               | 16 ottobre 2007   | Mt. Lemmon Survey      |
| 462213 - | 2007 VJ201               | 9 novembre 2007   | Mt. Lemmon Survey      |
| 462214 - | 2007 VK220               | 9 novembre 2007   | Spacewatch             |
| 462215 - | 2007 VS252               | 9 ottobre 2007    | PMO NEO Survey Program |
| 462216 - | 2007 VK253               | 7 novembre 2007   | CSS                    |
| 462217 - | 2007 VQ260               | 15 novembre 2007  | Mt. Lemmon Survey      |
| 462218 - | 2007 VG269               | 14 novembre 2007  | LINEAR                 |
| 462219 - | 2007 VW321               | 8 novembre 2007   | CSS                    |
| 462220 - | 2007 WQ6                 | 10 settembre 2007 | Mt. Lemmon Survey      |
| 462221 - | 2007 WA33                | 19 novembre 2007  | Mt. Lemmon Survey      |
| 462222 - | 2007 WW50                | 20 novembre 2007  | Mt. Lemmon Survey      |
| 462223 - | 2007 XU17                | 19 novembre 2007  | Spacewatch             |
| 462224 - | 2007 XL24                | 9 novembre 2007   | LINEAR                 |
| 462225 - | 2007 XW38                | 13 dicembre 2007  | LINEAR                 |
| 462226 - | 2007 XG56                | 3 dicembre 2007   | Spacewatch             |
| 462227 - | 2007 YU43                | 30 dicembre 2007  | Spacewatch             |
| 462228 - | 2007 YZ44                | 18 dicembre 2007  | Spacewatch             |
| 462229 - | 2007 YG69                | 20 dicembre 2007  | Spacewatch             |
| 462230 - | 2008 AH17                | 10 gennaio 2008   | Spacewatch             |
| 462231 - | 2008 AC18                | 10 gennaio 2008   | Spacewatch             |
| 462232 - | 2008 AN34                | 31 dicembre 2007  | Mt. Lemmon Survey      |
| 462233 - | 2008 AV68                | 19 novembre 2007  | Mt. Lemmon Survey      |
| 462234 - | 2008 AD102               | 12 gennaio 2008   | Spacewatch             |
| 462235 - | 2008 AZ109               | 15 gennaio 2008   | Spacewatch             |
| 462236 - | 2008 AK118               | 15 gennaio 2008   | Mt. Lemmon Survey      |
| 462237 - | 2008 BO53                | 30 gennaio 2008   | Spacewatch             |
| 462238 - | 2008 CN1                 | 2 febbraio 2008   | CSS                    |
| 462239 - | 2008 CY39                | 2 febbraio 2008   | Mt. Lemmon Survey      |
| 462240 - | 2008 CV42                | 2 febbraio 2008   | Spacewatch             |
| 462241 - | 2008 CP66                | 8 febbraio 2008   | Mt. Lemmon Survey      |
| 462242 - | 2008 CU80                | 20 novembre 2007  | Mt. Lemmon Survey      |
| 462243 - | 2008 CS83                | 7 febbraio 2008   | Spacewatch             |
| 462244 - | 2008 CV84                | 7 febbraio 2008   | Spacewatch             |
| 462245 - | 2008 CU123               | 7 febbraio 2008   | Mt. Lemmon Survey      |
| 462246 - | 2008 CT126               | 8 febbraio 2008   | Spacewatch             |
| 462247 - | 2008 CP136               | 14 gennaio 2008   | Spacewatch             |
| 462248 - | 2008 CC146               | 9 febbraio 2008   | Spacewatch             |
| 462249 - | 2008 CO146               | 9 febbraio 2008   | Spacewatch             |
| 462250 - | 2008 CC170               | 12 febbraio 2008  | Mt. Lemmon Survey      |
| 462251 - | 2008 CU189               | 14 febbraio 2008  | CSS                    |
| 462252 - | 2008 CB211               | 2 febbraio 2008   | Mt. Lemmon Survey      |
| 462253 - | 2008 DA19                | 27 febbraio 2008  | Spacewatch             |
| 462254 - | 2008 DR22                | 29 febbraio 2008  | CSS                    |
| 462255 - | 2008 DU27                | 20 gennaio 2008   | Spacewatch             |
| 462256 - | 2008 DG37                | 13 febbraio 2008  | Mt. Lemmon Survey      |
| 462257 - | 2008 DG72                | 26 febbraio 2008  | Mt. Lemmon Survey      |
| 462258 - | 2008 DJ85                | 27 febbraio 2008  | Mt. Lemmon Survey      |
| 462259 - | 2008 EU3                 | 30 gennaio 2008   | Mt. Lemmon Survey      |
| 462260 - | 2008 EC23                | 3 marzo 2008      | Jarnac                 |
| 462261 - | 2008 EX58                | 2 febbraio 2008   | Mt. Lemmon Survey      |
| 462262 - | 2008 ER59                | 2 febbraio 2008   | Mt. Lemmon Survey      |
| 462263 - | 2008 EY70                | 6 marzo 2008      | Mt. Lemmon Survey      |
| 462264 - | 2008 EO73                | 28 febbraio 2008  | Spacewatch             |
| 462265 - | 2008 EP73                | 28 febbraio 2008  | Spacewatch             |
| 462266 - | 2008 EF91                | 1º marzo 2008     | LONEOS                 |
| 462267 - | 2008 EH116               | 8 marzo 2008      | Spacewatch             |
| 462268 - | 2008 EC117               | 8 marzo 2008      | Spacewatch             |
| 462269 - | 2008 EZ127               | 12 febbraio 2008  | Spacewatch             |
| 462270 - | 2008 EO130               | 11 marzo 2008     | Spacewatch             |
| 462271 - | 2008 ES131               | 28 febbraio 2008  | Spacewatch             |
| 462272 - | 2008 ER136               | 11 marzo 2008     | Spacewatch             |
| 462273 - | 2008 EA148               | 1º marzo 2008     | Spacewatch             |
| 462274 - | 2008 EA151               | 5 marzo 2008      | Mt. Lemmon Survey      |
| 462275 - | 2008 EB151               | 10 marzo 2008     | Spacewatch             |
| 462276 - | 2008 EF154               | 15 marzo 2008     | Mt. Lemmon Survey      |
| 462277 - | 2008 EB159               | 13 marzo 2008     | Spacewatch             |
| 462278 - | 2008 EW162               | 15 marzo 2008     | Spacewatch             |
| 462279 - | 2008 EZ167               | 10 marzo 2008     | Spacewatch             |
| 462280 - | 2008 FS                  | 8 febbraio 2008   | Spacewatch             |
| 462281 - | 2008 FR9                 | 7 febbraio 2008   | Mt. Lemmon Survey      |
| 462282 - | 2008 FM12                | 26 marzo 2008     | Mt. Lemmon Survey      |
| 462283 - | 2008 FW21                | 27 marzo 2008     | Spacewatch             |
| 462284 - | 2008 FV27                | 27 marzo 2008     | Spacewatch             |
| 462285 - | 2008 FG28                | 3 marzo 2008      | Spacewatch             |
| 462286 - | 2008 FC39                | 5 marzo 2008      | Mt. Lemmon Survey      |
| 462287 - | 2008 FY49                | 28 marzo 2008     | Mt. Lemmon Survey      |
| 462288 - | 2008 FU53                | 28 marzo 2008     | Mt. Lemmon Survey      |
| 462289 - | 2008 FH54                | 28 marzo 2008     | Mt. Lemmon Survey      |
| 462290 - | 2008 FG55                | 28 marzo 2008     | Mt. Lemmon Survey      |
| 462291 - | 2008 FU63                | 27 marzo 2008     | Spacewatch             |
| 462292 - | 2008 FZ64                | 28 marzo 2008     | Spacewatch             |
| 462293 - | 2008 FZ72                | 10 marzo 2008     | Mt. Lemmon Survey      |
| 462294 - | 2008 FF73                | 30 marzo 2008     | Spacewatch             |
| 462295 - | 2008 FX88                | 28 marzo 2008     | Mt. Lemmon Survey      |
| 462296 - | 2008 FE97                | 29 marzo 2008     | CSS                    |
| 462297 - | 2008 FJ112               | 30 marzo 2008     | Spacewatch             |
| 462298 - | 2008 FQ113               | 31 marzo 2008     | Spacewatch             |
| 462299 - | 2008 FD126               | 26 marzo 2008     | Mt. Lemmon Survey      |
| 462300 - | 2008 FE135               | 12 marzo 2008     | Spacewatch             |

## 462301-462400
| Nome     | Designazione provvisoria | Data di scoperta  | Scopritore           |
| -------- | ------------------------ | ----------------- | -------------------- |
| 462301 - | 2008 FK135               | 31 marzo 2008     | Mt. Lemmon Survey    |
| 462302 - | 2008 GU5                 | 30 gennaio 2008   | Mt. Lemmon Survey    |
| 462303 - | 2008 GV15                | 3 aprile 2008     | Mt. Lemmon Survey    |
| 462304 - | 2008 GJ46                | 27 marzo 2008     | Spacewatch           |
| 462305 - | 2008 GW69                | 6 aprile 2008     | Mt. Lemmon Survey    |
| 462306 - | 2008 GX75                | 12 marzo 2008     | Spacewatch           |
| 462307 - | 2008 GR84                | 8 aprile 2008     | Mt. Lemmon Survey    |
| 462308 - | 2008 GM89                | 11 febbraio 2008  | Mt. Lemmon Survey    |
| 462309 - | 2008 GR91                | 6 aprile 2008     | Mt. Lemmon Survey    |
| 462310 - | 2008 GO97                | 4 aprile 2008     | Spacewatch           |
| 462311 - | 2008 GY102               | 10 aprile 2008    | Spacewatch           |
| 462312 - | 2008 GQ121               | 31 marzo 2008     | Spacewatch           |
| 462313 - | 2008 GN122               | 18 novembre 2006  | Spacewatch           |
| 462314 - | 2008 GR130               | 6 aprile 2008     | Spacewatch           |
| 462315 - | 2008 GG145               | 30 aprile 2004    | Spacewatch           |
| 462316 - | 2008 HQ8                 | 3 aprile 2008     | Mt. Lemmon Survey    |
| 462317 - | 2008 HO16                | 6 aprile 2008     | Mt. Lemmon Survey    |
| 462318 - | 2008 HS19                | 17 gennaio 2007   | Spacewatch           |
| 462319 - | 2008 HA21                | 26 aprile 2008    | Spacewatch           |
| 462320 - | 2008 HM27                | 27 aprile 2008    | Spacewatch           |
| 462321 - | 2008 HR29                | 28 aprile 2008    | Mt. Lemmon Survey    |
| 462322 - | 2008 HW34                | 27 aprile 2008    | Mt. Lemmon Survey    |
| 462323 - | 2008 HG46                | 7 aprile 2008     | Spacewatch           |
| 462324 - | 2008 HD56                | 29 aprile 2008    | Spacewatch           |
| 462325 - | 2008 HJ57                | 6 aprile 2008     | Spacewatch           |
| 462326 - | 2008 JW10                | 6 aprile 2008     | Mt. Lemmon Survey    |
| 462327 - | 2008 JO11                | 8 ottobre 2005    | Spacewatch           |
| 462328 - | 2008 JY11                | 3 maggio 2008     | Spacewatch           |
| 462329 - | 2008 JZ30                | 14 maggio 2008    | Spacewatch           |
| 462330 - | 2008 JK33                | 3 aprile 2008     | Mt. Lemmon Survey    |
| 462331 - | 2008 KG4                 | 27 maggio 2008    | Spacewatch           |
| 462332 - | 2008 KR5                 | 28 maggio 2008    | Spacewatch           |
| 462333 - | 2008 KW29                | 30 aprile 2008    | Spacewatch           |
| 462334 - | 2008 KO34                | 31 maggio 2008    | Mt. Lemmon Survey    |
| 462335 - | 2008 KP34                | 15 maggio 2008    | Mt. Lemmon Survey    |
| 462336 - | 2008 KS39                | 30 maggio 2008    | Spacewatch           |
| 462337 - | 2008 LR3                 | 15 maggio 2008    | Mt. Lemmon Survey    |
| 462338 - | 2008 NF2                 | 9 luglio 2008     | Kugel, F.            |
| 462339 - | 2008 NV3                 | 12 luglio 2008    | OAM                  |
| 462340 - | 2008 OR22                | 29 luglio 2008    | Spacewatch           |
| 462341 - | 2008 PY4                 | 4 agosto 2008     | OAM                  |
| 462342 - | 2008 PC22                | 7 agosto 2008     | Spacewatch           |
| 462343 - | 2008 QY8                 | 21 agosto 2008    | Spacewatch           |
| 462344 - | 2008 QA13                | 26 agosto 2008    | OAM                  |
| 462345 - | 2008 QQ17                | 27 agosto 2008    | OAM                  |
| 462346 - | 2008 QD26                | 29 agosto 2008    | OAM                  |
| 462347 - | 2008 QK44                | 23 agosto 2008    | Siding Spring Survey |
| 462348 - | 2008 QO46                | 26 agosto 2008    | LINEAR               |
| 462349 - | 2008 RZ2                 | 2 settembre 2008  | Spacewatch           |
| 462350 - | 2008 RP29                | 2 settembre 2008  | Spacewatch           |
| 462351 - | 2008 RG32                | 2 settembre 2008  | Spacewatch           |
| 462352 - | 2008 RF39                | 2 settembre 2008  | Spacewatch           |
| 462353 - | 2008 RV41                | 2 settembre 2008  | Spacewatch           |
| 462354 - | 2008 RY86                | 5 settembre 2008  | Spacewatch           |
| 462355 - | 2008 RG104               | 26 novembre 2003  | Spacewatch           |
| 462356 - | 2008 RL109               | 2 settembre 2008  | Spacewatch           |
| 462357 - | 2008 RU109               | 2 settembre 2008  | Spacewatch           |
| 462358 - | 2008 RK113               | 5 settembre 2008  | Spacewatch           |
| 462359 - | 2008 RG114               | 6 settembre 2008  | Spacewatch           |
| 462360 - | 2008 RL123               | 4 settembre 2003  | Spacewatch           |
| 462361 - | 2008 RF125               | 7 settembre 2008  | Mt. Lemmon Survey    |
| 462362 - | 2008 RS127               | 6 settembre 2008  | Mt. Lemmon Survey    |
| 462363 - | 2008 RK128               | 7 settembre 2008  | Mt. Lemmon Survey    |
| 462364 - | 2008 RY137               | 5 settembre 2008  | Spacewatch           |
| 462365 - | 2008 SZ22                | 4 settembre 2008  | Spacewatch           |
| 462366 - | 2008 SJ47                | 20 settembre 2008 | Spacewatch           |
| 462367 - | 2008 SE56                | 20 settembre 2008 | Spacewatch           |
| 462368 - | 2008 SK60                | 20 settembre 2008 | Mt. Lemmon Survey    |
| 462369 - | 2008 SP61                | 7 agosto 2008     | Spacewatch           |
| 462370 - | 2008 SO96                | 9 settembre 2008  | Mt. Lemmon Survey    |
| 462371 - | 2008 SX99                | 21 settembre 2008 | Spacewatch           |
| 462372 - | 2008 ST101               | 21 settembre 2008 | Spacewatch           |
| 462373 - | 2008 SG104               | 21 settembre 2008 | Spacewatch           |
| 462374 - | 2008 SV106               | 21 settembre 2008 | Spacewatch           |
| 462375 - | 2008 SH108               | 22 settembre 2008 | Mt. Lemmon Survey    |
| 462376 - | 2008 SX110               | 22 settembre 2008 | Spacewatch           |
| 462377 - | 2008 SN114               | 22 settembre 2008 | Spacewatch           |
| 462378 - | 2008 SH116               | 22 settembre 2008 | Spacewatch           |
| 462379 - | 2008 SN131               | 22 settembre 2008 | Spacewatch           |
| 462380 - | 2008 SD134               | 9 settembre 2008  | Mt. Lemmon Survey    |
| 462381 - | 2008 SM136               | 23 settembre 2008 | Spacewatch           |
| 462382 - | 2008 SW140               | 6 settembre 2008  | Mt. Lemmon Survey    |
| 462383 - | 2008 SD154               | 3 settembre 2008  | Spacewatch           |
| 462384 - | 2008 SG160               | 24 settembre 2008 | LINEAR               |
| 462385 - | 2008 SV161               | 2 settembre 2008  | Spacewatch           |
| 462386 - | 2008 SR175               | 23 settembre 2008 | Spacewatch           |
| 462387 - | 2008 SG178               | 23 settembre 2008 | Spacewatch           |
| 462388 - | 2008 ST180               | 24 settembre 2008 | Spacewatch           |
| 462389 - | 2008 SA187               | 25 settembre 2008 | Spacewatch           |
| 462390 - | 2008 SB188               | 25 settembre 2008 | Spacewatch           |
| 462391 - | 2008 SZ196               | 25 settembre 2008 | Spacewatch           |
| 462392 - | 2008 SC208               | 27 settembre 2008 | CSS                  |
| 462393 - | 2008 SY221               | 3 settembre 2008  | Spacewatch           |
| 462394 - | 2008 SS222               | 3 settembre 2008  | Spacewatch           |
| 462395 - | 2008 SM224               | 26 settembre 2008 | Spacewatch           |
| 462396 - | 2008 SU225               | 26 settembre 2008 | Spacewatch           |
| 462397 - | 2008 SH227               | 5 settembre 2008  | Spacewatch           |
| 462398 - | 2008 SR231               | 28 settembre 2008 | Mt. Lemmon Survey    |
| 462399 - | 2008 SW245               | 29 settembre 2008 | Spacewatch           |
| 462400 - | 2008 SD262               | 24 settembre 2008 | Spacewatch           |

## 462401-462500
| Nome     | Designazione provvisoria | Data di scoperta  | Scopritore           |
| -------- | ------------------------ | ----------------- | -------------------- |
| 462401 - | 2008 SU263               | 24 settembre 2008 | Mt. Lemmon Survey    |
| 462402 - | 2008 SA270               | 23 settembre 2008 | Spacewatch           |
| 462403 - | 2008 SW284               | 25 settembre 2008 | Spacewatch           |
| 462404 - | 2008 SG289               | 25 settembre 2008 | Spacewatch           |
| 462405 - | 2008 SL293               | 22 settembre 2008 | CSS                  |
| 462406 - | 2008 SO296               | 29 settembre 2008 | CSS                  |
| 462407 - | 2008 SQ298               | 21 settembre 2008 | Mt. Lemmon Survey    |
| 462408 - | 2008 SQ302               | 23 settembre 2008 | Spacewatch           |
| 462409 - | 2008 SS303               | 24 settembre 2008 | Mt. Lemmon Survey    |
| 462410 - | 2008 SN306               | 28 settembre 2008 | Mt. Lemmon Survey    |
| 462411 - | 2008 TL4                 | 1º ottobre 2008   | OAM                  |
| 462412 - | 2008 TR4                 | 1º ottobre 2008   | OAM                  |
| 462413 - | 2008 TH5                 | 1º ottobre 2008   | OAM                  |
| 462414 - | 2008 TR7                 | 3 settembre 2008  | Spacewatch           |
| 462415 - | 2008 TT13                | 10 settembre 2008 | Spacewatch           |
| 462416 - | 2008 TG14                | 5 settembre 2008  | Spacewatch           |
| 462417 - | 2008 TX16                | 22 settembre 2008 | Mt. Lemmon Survey    |
| 462418 - | 2008 TA31                | 1º ottobre 2008   | Spacewatch           |
| 462419 - | 2008 TG36                | 1º ottobre 2008   | Mt. Lemmon Survey    |
| 462420 - | 2008 TG64                | 22 settembre 2008 | Mt. Lemmon Survey    |
| 462421 - | 2008 TM73                | 2 ottobre 2008    | Spacewatch           |
| 462422 - | 2008 TH83                | 3 ottobre 2008    | Spacewatch           |
| 462423 - | 2008 TH86                | 4 settembre 2008  | Spacewatch           |
| 462424 - | 2008 TC104               | 28 settembre 2008 | LINEAR               |
| 462425 - | 2008 TG104               | 26 settembre 2008 | Spacewatch           |
| 462426 - | 2008 TY113               | 23 settembre 2008 | Spacewatch           |
| 462427 - | 2008 TG127               | 8 ottobre 2008    | Mt. Lemmon Survey    |
| 462428 - | 2008 TE130               | 8 ottobre 2008    | Mt. Lemmon Survey    |
| 462429 - | 2008 TM130               | 8 ottobre 2008    | Mt. Lemmon Survey    |
| 462430 - | 2008 TY135               | 22 settembre 2008 | Spacewatch           |
| 462431 - | 2008 TE136               | 22 settembre 2008 | Spacewatch           |
| 462432 - | 2008 TH139               | 8 ottobre 2008    | Mt. Lemmon Survey    |
| 462433 - | 2008 TJ139               | 8 ottobre 2008    | Mt. Lemmon Survey    |
| 462434 - | 2008 TS162               | 1º ottobre 2008   | CSS                  |
| 462435 - | 2008 TQ171               | 6 ottobre 2008    | Mt. Lemmon Survey    |
| 462436 - | 2008 TA175               | 8 ottobre 2008    | Spacewatch           |
| 462437 - | 2008 TO175               | 9 ottobre 2008    | Spacewatch           |
| 462438 - | 2008 TQ175               | 1º settembre 2008 | Siding Spring Survey |
| 462439 - | 2008 TV182               | 2 ottobre 2008    | Spacewatch           |
| 462440 - | 2008 TT188               | 10 ottobre 2008   | Mt. Lemmon Survey    |
| 462441 - | 2008 UW10                | 2 settembre 2008  | Spacewatch           |
| 462442 - | 2008 UY59                | 21 ottobre 2008   | Spacewatch           |
| 462443 - | 2008 UN63                | 9 settembre 2008  | Mt. Lemmon Survey    |
| 462444 - | 2008 UR63                | 21 ottobre 2008   | Spacewatch           |
| 462445 - | 2008 UL81                | 22 ottobre 2008   | Spacewatch           |
| 462446 - | 2008 UR102               | 20 ottobre 2008   | Spacewatch           |
| 462447 - | 2008 UX110               | 28 settembre 2008 | Mt. Lemmon Survey    |
| 462448 - | 2008 UX113               | 22 ottobre 2008   | Spacewatch           |
| 462449 - | 2008 UY113               | 22 ottobre 2008   | Spacewatch           |
| 462450 - | 2008 UR114               | 9 ottobre 2008    | Spacewatch           |
| 462451 - | 2008 UY119               | 22 ottobre 2008   | Spacewatch           |
| 462452 - | 2008 UR120               | 22 ottobre 2008   | Spacewatch           |
| 462453 - | 2008 US124               | 22 ottobre 2008   | Spacewatch           |
| 462454 - | 2008 UX128               | 24 settembre 2008 | Spacewatch           |
| 462455 - | 2008 UP129               | 23 ottobre 2008   | Spacewatch           |
| 462456 - | 2008 UF132               | 28 settembre 2008 | Mt. Lemmon Survey    |
| 462457 - | 2008 UQ133               | 23 ottobre 2008   | Spacewatch           |
| 462458 - | 2008 UH135               | 23 ottobre 2008   | Spacewatch           |
| 462459 - | 2008 UJ142               | 23 ottobre 2008   | Spacewatch           |
| 462460 - | 2008 UV146               | 3 ottobre 2008    | Mt. Lemmon Survey    |
| 462461 - | 2008 UA155               | 25 settembre 2008 | Spacewatch           |
| 462462 - | 2008 UX168               | 24 ottobre 2008   | Spacewatch           |
| 462463 - | 2008 UW173               | 23 settembre 2008 | Spacewatch           |
| 462464 - | 2008 UU175               | 7 settembre 2008  | Mt. Lemmon Survey    |
| 462465 - | 2008 UC176               | 10 ottobre 2008   | Mt. Lemmon Survey    |
| 462466 - | 2008 UK178               | 24 ottobre 2008   | Mt. Lemmon Survey    |
| 462467 - | 2008 UW181               | 29 settembre 2008 | Spacewatch           |
| 462468 - | 2008 UH182               | 23 settembre 2008 | Spacewatch           |
| 462469 - | 2008 UB184               | 23 settembre 2008 | Spacewatch           |
| 462470 - | 2008 UW186               | 24 ottobre 2008   | Spacewatch           |
| 462471 - | 2008 UU188               | 25 settembre 2008 | Spacewatch           |
| 462472 - | 2008 UG211               | 23 ottobre 2008   | Spacewatch           |
| 462473 - | 2008 UJ221               | 25 ottobre 2008   | Spacewatch           |
| 462474 - | 2008 UR223               | 25 ottobre 2008   | CSS                  |
| 462475 - | 2008 UN254               | 27 ottobre 2008   | Spacewatch           |
| 462476 - | 2008 UT265               | 2 ottobre 2008    | Spacewatch           |
| 462477 - | 2008 UW278               | 28 ottobre 2008   | Mt. Lemmon Survey    |
| 462478 - | 2008 UO281               | 28 ottobre 2008   | Spacewatch           |
| 462479 - | 2008 UA285               | 29 settembre 2008 | Spacewatch           |
| 462480 - | 2008 UO291               | 29 ottobre 2008   | Spacewatch           |
| 462481 - | 2008 UB295               | 28 settembre 2008 | Mt. Lemmon Survey    |
| 462482 - | 2008 UC298               | 29 ottobre 2008   | Spacewatch           |
| 462483 - | 2008 UY298               | 29 ottobre 2008   | Spacewatch           |
| 462484 - | 2008 UX313               | 22 settembre 2008 | Spacewatch           |
| 462485 - | 2008 UP338               | 21 ottobre 2008   | Mt. Lemmon Survey    |
| 462486 - | 2008 UQ353               | 25 ottobre 2008   | Spacewatch           |
| 462487 - | 2008 UF354               | 23 ottobre 2008   | Mt. Lemmon Survey    |
| 462488 - | 2008 UF360               | 29 ottobre 2008   | Spacewatch           |
| 462489 - | 2008 UY362               | 25 ottobre 2008   | CSS                  |
| 462490 - | 2008 VU12                | 22 ottobre 2008   | Spacewatch           |
| 462491 - | 2008 VX22                | 1º novembre 2008  | CSS                  |
| 462492 - | 2008 VB47                | 28 ottobre 2008   | Spacewatch           |
| 462493 - | 2008 VH48                | 3 novembre 2008   | Spacewatch           |
| 462494 - | 2008 VW50                | 4 novembre 2008   | Spacewatch           |
| 462495 - | 2008 VB58                | 6 novembre 2008   | CSS                  |
| 462496 - | 2008 VD69                | 2 ottobre 2008    | Mt. Lemmon Survey    |
| 462497 - | 2008 VE70                | 6 novembre 2008   | Spacewatch           |
| 462498 - | 2008 VE74                | 7 novembre 2008   | Mt. Lemmon Survey    |
| 462499 - | 2008 VK76                | 1º novembre 2008  | Mt. Lemmon Survey    |
| 462500 - | 2008 VV77                | 6 novembre 2008   | Mt. Lemmon Survey    |

## 462501-462600
| Nome     | Designazione provvisoria | Data di scoperta  | Scopritore        |
| -------- | ------------------------ | ----------------- | ----------------- |
| 462501 - | 2008 WM3                 | 6 settembre 2008  | Mt. Lemmon Survey |
| 462502 - | 2008 WG8                 | 20 aprile 2006    | Spacewatch        |
| 462503 - | 2008 WJ25                | 2 novembre 2008   | Mt. Lemmon Survey |
| 462504 - | 2008 WU32                | 27 settembre 2008 | Mt. Lemmon Survey |
| 462505 - | 2008 WW36                | 17 novembre 2008  | Spacewatch        |
| 462506 - | 2008 WF46                | 31 ottobre 2008   | Spacewatch        |
| 462507 - | 2008 WR75                | 20 novembre 2008  | Spacewatch        |
| 462508 - | 2008 WV76                | 20 novembre 2008  | Spacewatch        |
| 462509 - | 2008 WD84                | 20 novembre 2008  | Spacewatch        |
| 462510 - | 2008 WH85                | 20 novembre 2008  | Spacewatch        |
| 462511 - | 2008 WK92                | 24 novembre 2008  | Kugel, F.         |
| 462512 - | 2008 WT97                | 3 novembre 2008   | CSS               |
| 462513 - | 2008 WL99                | 23 ottobre 2008   | Mt. Lemmon Survey |
| 462514 - | 2008 WA106               | 30 novembre 2008  | Spacewatch        |
| 462515 - | 2008 WP108               | 25 ottobre 2008   | Spacewatch        |
| 462516 - | 2008 WZ121               | 24 settembre 2008 | Mt. Lemmon Survey |
| 462517 - | 2008 XK8                 | 28 ottobre 2008   | CSS               |
| 462518 - | 2008 XN14                | 24 settembre 2008 | Mt. Lemmon Survey |
| 462519 - | 2008 XZ26                | 31 ottobre 2008   | Spacewatch        |
| 462520 - | 2008 XO32                | 27 ottobre 2008   | Spacewatch        |
| 462521 - | 2008 XL38                | 2 dicembre 2008   | Spacewatch        |
| 462522 - | 2008 XX45                | 4 dicembre 2008   | Mt. Lemmon Survey |
| 462523 - | 2008 YE66                | 29 dicembre 2008  | Mt. Lemmon Survey |
| 462524 - | 2008 YC95                | 29 dicembre 2008  | Spacewatch        |
| 462525 - | 2008 YZ95                | 29 dicembre 2008  | Spacewatch        |
| 462526 - | 2008 YG104               | 22 dicembre 2008  | Spacewatch        |
| 462527 - | 2008 YR116               | 29 dicembre 2008  | Spacewatch        |
| 462528 - | 2008 YV142               | 30 dicembre 2008  | Spacewatch        |
| 462529 - | 2008 YL156               | 29 dicembre 2008  | Mt. Lemmon Survey |
| 462530 - | 2008 YF160               | 30 dicembre 2008  | Mt. Lemmon Survey |
| 462531 - | 2008 YE171               | 22 dicembre 2008  | Spacewatch        |
| 462532 - | 2009 AT39                | 22 dicembre 2008  | Mt. Lemmon Survey |
| 462533 - | 2009 AK40                | 22 dicembre 2008  | Mt. Lemmon Survey |
| 462534 - | 2009 BA20                | 29 dicembre 2008  | Spacewatch        |
| 462535 - | 2009 BD48                | 2 gennaio 2009    | Spacewatch        |
| 462536 - | 2009 BO49                | 16 gennaio 2009   | Spacewatch        |
| 462537 - | 2009 BL88                | 25 gennaio 2009   | Spacewatch        |
| 462538 - | 2009 BP89                | 25 gennaio 2009   | Spacewatch        |
| 462539 - | 2009 BC91                | 30 dicembre 2008  | Mt. Lemmon Survey |
| 462540 - | 2009 BD93                | 25 gennaio 2009   | Spacewatch        |
| 462541 - | 2009 BT105               | 25 gennaio 2009   | Spacewatch        |
| 462542 - | 2009 BW114               | 15 gennaio 2009   | Spacewatch        |
| 462543 - | 2009 BD117               | 29 gennaio 2009   | Mt. Lemmon Survey |
| 462544 - | 2009 BP142               | 30 gennaio 2009   | Spacewatch        |
| 462545 - | 2009 BH155               | 1º gennaio 2009   | Mt. Lemmon Survey |
| 462546 - | 2009 BV165               | 31 gennaio 2009   | Spacewatch        |
| 462547 - | 2009 BR171               | 17 gennaio 2009   | Spacewatch        |
| 462548 - | 2009 BB183               | 25 gennaio 2009   | Spacewatch        |
| 462549 - | 2009 BS184               | 24 novembre 2008  | Mt. Lemmon Survey |
| 462550 - | 2009 CB3                 | 4 febbraio 2009   | Mt. Lemmon Survey |
| 462551 - | 2009 CP14                | 3 gennaio 2009    | Mt. Lemmon Survey |
| 462552 - | 2009 CK18                | 3 febbraio 2009   | Mt. Lemmon Survey |
| 462553 - | 2009 CE19                | 17 gennaio 2009   | Mt. Lemmon Survey |
| 462554 - | 2009 CL27                | 1º febbraio 2009  | Spacewatch        |
| 462555 - | 2009 CD42                | 15 gennaio 2009   | Spacewatch        |
| 462556 - | 2009 CJ60                | 23 novembre 2008  | Mt. Lemmon Survey |
| 462557 - | 2009 CS62                | 14 febbraio 2009  | Spacewatch        |
| 462558 - | 2009 CO65                | 3 febbraio 2009   | Mt. Lemmon Survey |
| 462559 - | 2009 DD1                 | 19 febbraio 2009  | LINEAR            |
| 462560 - | 2009 DM12                | 16 febbraio 2009  | Spacewatch        |
| 462561 - | 2009 DS24                | 21 febbraio 2009  | Spacewatch        |
| 462562 - | 2009 DH28                | 22 febbraio 2009  | Hormuth, F.       |
| 462563 - | 2009 DK49                | 19 febbraio 2009  | Spacewatch        |
| 462564 - | 2009 DP52                | 22 febbraio 2009  | Spacewatch        |
| 462565 - | 2009 DC56                | 4 febbraio 2009   | Mt. Lemmon Survey |
| 462566 - | 2009 DC59                | 22 febbraio 2009  | Spacewatch        |
| 462567 - | 2009 DW69                | 3 febbraio 2009   | Spacewatch        |
| 462568 - | 2009 DT89                | 1º gennaio 2009   | Spacewatch        |
| 462569 - | 2009 DU92                | 28 febbraio 2009  | Mt. Lemmon Survey |
| 462570 - | 2009 DU101               | 26 febbraio 2009  | Spacewatch        |
| 462571 - | 2009 DA123               | 19 febbraio 2009  | Spacewatch        |
| 462572 - | 2009 DT126               | 20 febbraio 2009  | Spacewatch        |
| 462573 - | 2009 DW127               | 20 febbraio 2009  | Spacewatch        |
| 462574 - | 2009 DB129               | 24 febbraio 2009  | Mt. Lemmon Survey |
| 462575 - | 2009 DV131               | 20 febbraio 2009  | Spacewatch        |
| 462576 - | 2009 DM139               | 28 febbraio 2009  | Spacewatch        |
| 462577 - | 2009 EZ2                 | 5 marzo 2009      | Cerro Burek       |
| 462578 - | 2009 EX3                 | 15 marzo 2009     | OAM               |
| 462579 - | 2009 EQ25                | 7 marzo 2009      | Mt. Lemmon Survey |
| 462580 - | 2009 FR3                 | 3 marzo 2009      | Mt. Lemmon Survey |
| 462581 - | 2009 FE8                 | 1º marzo 2009     | Spacewatch        |
| 462582 - | 2009 FX15                | 1º marzo 2009     | Spacewatch        |
| 462583 - | 2009 FO17                | 3 marzo 2009      | Spacewatch        |
| 462584 - | 2009 FR20                | 28 febbraio 2009  | Mt. Lemmon Survey |
| 462585 - | 2009 FP55                | 24 marzo 2009     | Mt. Lemmon Survey |
| 462586 - | 2009 FN61                | 26 marzo 2009     | Spacewatch        |
| 462587 - | 2009 FB66                | 19 marzo 2009     | Mt. Lemmon Survey |
| 462588 - | 2009 FX69                | 18 marzo 2009     | Spacewatch        |
| 462589 - | 2009 FE72                | 17 marzo 2009     | OAM               |
| 462590 - | 2009 FD77                | 19 marzo 2009     | Mt. Lemmon Survey |
| 462591 - | 2009 GZ4                 | 5 aprile 2009     | Spacewatch        |
| 462592 - | 2009 HC3                 | 16 aprile 2009    | CSS               |
| 462593 - | 2009 HV3                 | 20 ottobre 2007   | Mt. Lemmon Survey |
| 462594 - | 2009 HH7                 | 17 aprile 2009    | Spacewatch        |
| 462595 - | 2009 HN8                 | 17 aprile 2009    | Spacewatch        |
| 462596 - | 2009 HN16                | 18 aprile 2009    | Spacewatch        |
| 462597 - | 2009 HL17                | 18 aprile 2009    | Spacewatch        |
| 462598 - | 2009 HA33                | 19 aprile 2009    | Spacewatch        |
| 462599 - | 2009 HB38                | 18 aprile 2009    | Spacewatch        |
| 462600 - | 2009 HJ41                | 18 marzo 2009     | Spacewatch        |

## 462601-462700
| Nome     | Designazione provvisoria | Data di scoperta  | Scopritore                |
| -------- | ------------------------ | ----------------- | ------------------------- |
| 462601 - | 2009 HF43                | 25 luglio 2006    | Mt. Lemmon Survey         |
| 462602 - | 2009 HW47                | 28 marzo 2009     | Mt. Lemmon Survey         |
| 462603 - | 2009 HE52                | 29 marzo 2009     | Spacewatch                |
| 462604 - | 2009 HA60                | 22 aprile 2009    | Mt. Lemmon Survey         |
| 462605 - | 2009 HM61                | 17 marzo 2009     | Spacewatch                |
| 462606 - | 2009 HG73                | 17 aprile 2009    | CSS                       |
| 462607 - | 2009 HK79                | 26 aprile 2009    | Spacewatch                |
| 462608 - | 2009 HM90                | 20 aprile 2009    | Mt. Lemmon Survey         |
| 462609 - | 2009 HY94                | 29 aprile 2009    | Cerro Burek               |
| 462610 - | 2009 KC9                 | 3 marzo 2005      | CSS                       |
| 462611 - | 2009 KP11                | 1º marzo 2009     | Mt. Lemmon Survey         |
| 462612 - | 2009 LM                  | 1º giugno 2009    | Cerro Burek               |
| 462613 - | 2009 MZ7                 | 26 giugno 2009    | OAM                       |
| 462614 - | 2009 OX7                 | 27 luglio 2009    | Spacewatch                |
| 462615 - | 2009 OA12                | 27 luglio 2009    | Spacewatch                |
| 462616 - | 2009 OB25                | 28 luglio 2009    | CSS                       |
| 462617 - | 2009 PK2                 | 12 agosto 2009    | OAM                       |
| 462618 - | 2009 PT7                 | 15 agosto 2009    | Spacewatch                |
| 462619 - | 2009 PV8                 | 15 agosto 2009    | CSS                       |
| 462620 - | 2009 PJ17                | 15 agosto 2009    | Spacewatch                |
| 462621 - | 2009 PF18                | 15 agosto 2009    | Spacewatch                |
| 462622 - | 2009 QM16                | 16 agosto 2009    | Spacewatch                |
| 462623 - | 2009 QS16                | 31 luglio 2009    | CSS                       |
| 462624 - | 2009 QS17                | 17 agosto 2009    | Spacewatch                |
| 462625 - | 2009 QZ19                | 19 agosto 2009    | OAM                       |
| 462626 - | 2009 QY31                | 15 agosto 2009    | Spacewatch                |
| 462627 - | 2009 QE33                | 21 agosto 2009    | Dellinger, J., Sexton, C. |
| 462628 - | 2009 QK52                | 16 agosto 2009    | Spacewatch                |
| 462629 - | 2009 QX53                | 18 agosto 2009    | Spacewatch                |
| 462630 - | 2009 QL58                | 16 agosto 2009    | Spacewatch                |
| 462631 - | 2009 RR3                 | 13 settembre 2009 | LINEAR                    |
| 462632 - | 2009 RK10                | 12 settembre 2009 | Spacewatch                |
| 462633 - | 2009 RV43                | 18 agosto 2009    | Spacewatch                |
| 462634 - | 2009 RA48                | 15 settembre 2009 | Spacewatch                |
| 462635 - | 2009 RR66                | 29 agosto 2009    | Spacewatch                |
| 462636 - | 2009 RQ74                | 14 settembre 2009 | LINEAR                    |
| 462637 - | 2009 SL27                | 16 settembre 2009 | Spacewatch                |
| 462638 - | 2009 SU38                | 16 settembre 2009 | Spacewatch                |
| 462639 - | 2009 SS47                | 16 settembre 2009 | Spacewatch                |
| 462640 - | 2009 SQ57                | 17 settembre 2009 | Spacewatch                |
| 462641 - | 2009 SG62                | 20 marzo 2007     | Mt. Lemmon Survey         |
| 462642 - | 2009 SC112               | 18 settembre 2009 | Spacewatch                |
| 462643 - | 2009 SX127               | 18 settembre 2009 | Spacewatch                |
| 462644 - | 2009 SH134               | 18 settembre 2009 | Spacewatch                |
| 462645 - | 2009 ST134               | 18 settembre 2009 | Spacewatch                |
| 462646 - | 2009 SJ136               | 18 settembre 2009 | Spacewatch                |
| 462647 - | 2009 SD142               | 26 marzo 2003     | LONEOS                    |
| 462648 - | 2009 SP164               | 21 settembre 2009 | Spacewatch                |
| 462649 - | 2009 SJ177               | 12 marzo 2007     | Spacewatch                |
| 462650 - | 2009 SQ184               | 21 settembre 2009 | Spacewatch                |
| 462651 - | 2009 SA217               | 24 settembre 2009 | Spacewatch                |
| 462652 - | 2009 SE238               | 27 ottobre 2005   | LONEOS                    |
| 462653 - | 2009 SW240               | 18 settembre 2009 | CSS                       |
| 462654 - | 2009 SK261               | 22 settembre 2009 | Spacewatch                |
| 462655 - | 2009 SC274               | 17 settembre 2009 | Spacewatch                |
| 462656 - | 2009 SZ276               | 17 settembre 2009 | Spacewatch                |
| 462657 - | 2009 SM295               | 1º ottobre 2005   | Mt. Lemmon Survey         |
| 462658 - | 2009 SL313               | 30 ottobre 2005   | Spacewatch                |
| 462659 - | 2009 SF332               | 24 ottobre 2005   | Spacewatch                |
| 462660 - | 2009 SV332               | 30 luglio 2009    | CSS                       |
| 462661 - | 2009 SV334               | 18 settembre 2009 | Spacewatch                |
| 462662 - | 2009 SM341               | 25 settembre 2009 | Spacewatch                |
| 462663 - | 2009 SF343               | 17 settembre 2009 | Spacewatch                |
| 462664 - | 2009 SA350               | 20 settembre 2009 | Spacewatch                |
| 462665 - | 2009 SD351               | 28 settembre 2009 | Mt. Lemmon Survey         |
| 462666 - | 2009 SF353               | 19 settembre 2009 | Spacewatch                |
| 462667 - | 2009 TJ6                 | 12 ottobre 2009   | Mt. Lemmon Survey         |
| 462668 - | 2009 TP6                 | 18 settembre 2009 | CSS                       |
| 462669 - | 2009 TV20                | 22 settembre 2009 | Spacewatch                |
| 462670 - | 2009 TO31                | 30 settembre 2009 | Mt. Lemmon Survey         |
| 462671 - | 2009 TK38                | 22 settembre 2009 | CSS                       |
| 462672 - | 2009 TP41                | 12 ottobre 2009   | Mt. Lemmon Survey         |
| 462673 - | 2009 TS46                | 15 marzo 2005     | CSS                       |
| 462674 - | 2009 UG23                | 17 ottobre 2009   | OAM                       |
| 462675 - | 2009 UA31                | 12 settembre 2004 | Spacewatch                |
| 462676 - | 2009 UO51                | 22 ottobre 2009   | Mt. Lemmon Survey         |
| 462677 - | 2009 UL56                | 2 febbraio 2006   | Spacewatch                |
| 462678 - | 2009 UN57                | 18 settembre 1995 | Spacewatch                |
| 462679 - | 2009 UO58                | 23 ottobre 2009   | Mt. Lemmon Survey         |
| 462680 - | 2009 UT85                | 23 ottobre 2009   | Mt. Lemmon Survey         |
| 462681 - | 2009 UX86                | 11 ottobre 2009   | Mt. Lemmon Survey         |
| 462682 - | 2009 UD93                | 26 ottobre 2009   | BATTeRS                   |
| 462683 - | 2009 UA97                | 22 ottobre 2009   | Mt. Lemmon Survey         |
| 462684 - | 2009 UT108               | 23 ottobre 2009   | Spacewatch                |
| 462685 - | 2009 UN143               | 18 ottobre 2009   | Mt. Lemmon Survey         |
| 462686 - | 2009 UR146               | 27 ottobre 2009   | Spacewatch                |
| 462687 - | 2009 UC148               | 18 ottobre 2009   | Mt. Lemmon Survey         |
| 462688 - | 2009 UH148               | 22 ottobre 2009   | Mt. Lemmon Survey         |
| 462689 - | 2009 UM149               | 26 ottobre 2009   | Spacewatch                |
| 462690 - | 2009 VW16                | 8 novembre 2009   | Mt. Lemmon Survey         |
| 462691 - | 2009 VE26                | 15 settembre 2009 | Spacewatch                |
| 462692 - | 2009 VG31                | 9 novembre 2009   | Mt. Lemmon Survey         |
| 462693 - | 2009 VC36                | 10 novembre 2009  | Mt. Lemmon Survey         |
| 462694 - | 2009 VZ42                | 21 ottobre 2009   | Mt. Lemmon Survey         |
| 462695 - | 2009 VA63                | 8 novembre 2009   | Spacewatch                |
| 462696 - | 2009 VF69                | 20 settembre 2009 | Spacewatch                |
| 462697 - | 2009 VU71                | 11 novembre 2009  | Spacewatch                |
| 462698 - | 2009 VA73                | 11 novembre 2009  | CSS                       |
| 462699 - | 2009 VA76                | 12 novembre 2009  | Modra                     |
| 462700 - | 2009 VV87                | 10 novembre 2009  | Spacewatch                |

## 462701-462800
| Nome     | Designazione provvisoria | Data di scoperta  | Scopritore                |
| -------- | ------------------------ | ----------------- | ------------------------- |
| 462701 - | 2009 VY88                | 26 ottobre 2009   | Spacewatch                |
| 462702 - | 2009 VZ88                | 11 novembre 2009  | Spacewatch                |
| 462703 - | 2009 VB103               | 23 ottobre 2009   | Spacewatch                |
| 462704 - | 2009 WM12                | 16 novembre 2009  | Mt. Lemmon Survey         |
| 462705 - | 2009 WX18                | 17 novembre 2009  | Mt. Lemmon Survey         |
| 462706 - | 2009 WZ31                | 16 novembre 2009  | Spacewatch                |
| 462707 - | 2009 WF36                | 21 settembre 2009 | Mt. Lemmon Survey         |
| 462708 - | 2009 WZ37                | 26 ottobre 2009   | Mt. Lemmon Survey         |
| 462709 - | 2009 WT52                | 17 novembre 2009  | Sexton, C., Dellinger, J. |
| 462710 - | 2009 WQ65                | 17 novembre 2009  | Mt. Lemmon Survey         |
| 462711 - | 2009 WZ116               | 27 ottobre 2009   | Spacewatch                |
| 462712 - | 2009 WU118               | 20 novembre 2009  | Spacewatch                |
| 462713 - | 2009 WE121               | 20 novembre 2009  | Spacewatch                |
| 462714 - | 2009 WQ127               | 1º febbraio 2006  | Spacewatch                |
| 462715 - | 2009 WG139               | 26 novembre 2009  | Mt. Lemmon Survey         |
| 462716 - | 2009 WG174               | 10 novembre 2009  | Spacewatch                |
| 462717 - | 2009 WR215               | 25 settembre 2009 | CSS                       |
| 462718 - | 2009 WO239               | 17 novembre 2009  | Spacewatch                |
| 462719 - | 2009 WK261               | 16 novembre 2009  | LINEAR                    |
| 462720 - | 2009 XZ17                | 15 dicembre 2009  | Mt. Lemmon Survey         |
| 462721 - | 2009 XQ18                | 15 dicembre 2009  | Mt. Lemmon Survey         |
| 462722 - | 2009 YF19                | 26 dicembre 2009  | Spacewatch                |
| 462723 - | 2009 YK20                | 18 dicembre 2009  | Spacewatch                |
| 462724 - | 2009 YO22                | 18 dicembre 2009  | Spacewatch                |
| 462725 - | 2010 AP2                 | 10 marzo 2005     | Mt. Lemmon Survey         |
| 462726 - | 2010 AK11                | 6 gennaio 2010    | Mt. Lemmon Survey         |
| 462727 - | 2010 AB27                | 6 gennaio 2010    | Spacewatch                |
| 462728 - | 2010 AM33                | 20 dicembre 2009  | Mt. Lemmon Survey         |
| 462729 - | 2010 AZ36                | 7 gennaio 2010    | Spacewatch                |
| 462730 - | 2010 AM48                | 8 gennaio 2010    | Spacewatch                |
| 462731 - | 2010 AO52                | 8 gennaio 2010    | Mt. Lemmon Survey         |
| 462732 - | 2010 AL58                | 11 gennaio 2010   | Spacewatch                |
| 462733 - | 2010 AQ60                | 23 novembre 2009  | Mt. Lemmon Survey         |
| 462734 - | 2010 AZ61                | 7 gennaio 2010    | CSS                       |
| 462735 - | 2010 AD63                | 8 gennaio 2010    | Spacewatch                |
| 462736 - | 2010 BL2                 | 8 gennaio 2010    | WISE                      |
| 462737 - | 2010 BF49                | 20 gennaio 2010   | WISE                      |
| 462738 - | 2010 BV98                | 27 gennaio 2010   | WISE                      |
| 462739 - | 2010 CD4                 | 6 febbraio 2010   | Mt. Lemmon Survey         |
| 462740 - | 2010 CU20                | 9 febbraio 2010   | Spacewatch                |
| 462741 - | 2010 CR25                | 9 febbraio 2010   | Mt. Lemmon Survey         |
| 462742 - | 2010 CO38                | 13 febbraio 2010  | CSS                       |
| 462743 - | 2010 CO56                | 12 febbraio 2010  | LINEAR                    |
| 462744 - | 2010 CH68                | 10 febbraio 2010  | Spacewatch                |
| 462745 - | 2010 CL80                | 13 febbraio 2010  | Mt. Lemmon Survey         |
| 462746 - | 2010 CM80                | 13 febbraio 2010  | Mt. Lemmon Survey         |
| 462747 - | 2010 CQ83                | 14 febbraio 2010  | Mt. Lemmon Survey         |
| 462748 - | 2010 CZ109               | 14 febbraio 2010  | Mt. Lemmon Survey         |
| 462749 - | 2010 CE113               | 8 gennaio 1999    | Spacewatch                |
| 462750 - | 2010 CU137               | 9 febbraio 2010   | Spacewatch                |
| 462751 - | 2010 CU146               | 13 febbraio 2010  | Mt. Lemmon Survey         |
| 462752 - | 2010 CA155               | 15 febbraio 2010  | CSS                       |
| 462753 - | 2010 CR158               | 15 febbraio 2010  | Mt. Lemmon Survey         |
| 462754 - | 2010 CG167               | 11 gennaio 2010   | Spacewatch                |
| 462755 - | 2010 CW167               | 15 febbraio 2010  | CSS                       |
| 462756 - | 2010 DQ1                 | 17 febbraio 2010  | Klein, M.                 |
| 462757 - | 2010 DX4                 | 10 gennaio 2010   | Spacewatch                |
| 462758 - | 2010 DF13                | 16 febbraio 2010  | WISE                      |
| 462759 - | 2010 DH31                | 5 marzo 2006      | Spacewatch                |
| 462760 - | 2010 DJ35                | 16 febbraio 2010  | Spacewatch                |
| 462761 - | 2010 DK36                | 16 febbraio 2010  | Mt. Lemmon Survey         |
| 462762 - | 2010 DA44                | 6 febbraio 2010   | Spacewatch                |
| 462763 - | 2010 DG44                | 6 febbraio 2010   | Spacewatch                |
| 462764 - | 2010 DP76                | 18 febbraio 2010  | CSS                       |
| 462765 - | 2010 EN12                | 8 marzo 2010      | Karge, S., Schwab, E.     |
| 462766 - | 2010 EP36                | 13 gennaio 2010   | WISE                      |
| 462767 - | 2010 EW43                | 22 dicembre 2003  | Spacewatch                |
| 462768 - | 2010 EB81                | 15 ottobre 2007   | Spacewatch                |
| 462769 - | 2010 EC94                | 14 marzo 2010     | Mt. Lemmon Survey         |
| 462770 - | 2010 EP127               | 20 dicembre 2009  | Mt. Lemmon Survey         |
| 462771 - | 2010 EC128               | 8 maggio 2005     | Spacewatch                |
| 462772 - | 2010 EU130               | 12 gennaio 2010   | WISE                      |
| 462773 - | 2010 FU48                | 26 marzo 2000     | LONEOS                    |
| 462774 - | 2010 FG90                | 17 settembre 2006 | Spacewatch                |
| 462775 - | 2010 GY6                 | 6 aprile 2010     | CSS                       |
| 462776 - | 2010 GM33                | 16 ottobre 1995   | Spacewatch                |
| 462777 - | 2010 GM109               | 13 maggio 2005    | Mt. Lemmon Survey         |
| 462778 - | 2010 GJ110               | 18 febbraio 2010  | Mt. Lemmon Survey         |
| 462779 - | 2010 GX118               | 11 aprile 2010    | Spacewatch                |
| 462780 - | 2010 GU146               | 9 aprile 2010     | CSS                       |
| 462781 - | 2010 GC154               | 6 gennaio 2010    | Spacewatch                |
| 462782 - | 2010 GD172               | 4 aprile 2010     | Palomar Transient Factory |
| 462783 - | 2010 HB33                | 7 aprile 2010     | Mt. Lemmon Survey         |
| 462784 - | 2010 HO49                | 17 aprile 2005    | Spacewatch                |
| 462785 - | 2010 JU29                | 8 aprile 2010     | Spacewatch                |
| 462786 - | 2010 KT6                 | 13 febbraio 2010  | CSS                       |
| 462787 - | 2010 KU39                | 19 maggio 2010    | CSS                       |
| 462788 - | 2010 LS76                | 10 giugno 2010    | WISE                      |
| 462789 - | 2010 LY96                | 13 giugno 2010    | WISE                      |
| 462790 - | 2010 MH103               | 30 giugno 2010    | WISE                      |
| 462791 - | 2010 NG28                | 7 luglio 2010     | WISE                      |
| 462792 - | 2010 OP29                | 19 luglio 2010    | WISE                      |
| 462793 - | 2010 OG87                | 19 marzo 2009     | Mt. Lemmon Survey         |
| 462794 - | 2010 OM121               | 30 luglio 2010    | WISE                      |
| 462795 - | 2010 OV123               | 31 luglio 2010    | WISE                      |
| 462796 - | 2010 PY1                 | 3 novembre 2000   | Spacewatch                |
| 462797 - | 2010 PY21                | 4 agosto 2010     | WISE                      |
| 462798 - | 2010 PD40                | 6 agosto 2010     | WISE                      |
| 462799 - | 2010 PT58                | 9 agosto 2010     | LINEAR                    |
| 462800 - | 2010 PT59                | 20 giugno 2010    | Mt. Lemmon Survey         |

## 462801-462900
| Nome     | Designazione provvisoria | Data di scoperta  | Scopritore                |
| -------- | ------------------------ | ----------------- | ------------------------- |
| 462801 - | 2010 PX62                | 11 agosto 2010    | LINEAR                    |
| 462802 - | 2010 PR74                | 11 agosto 2010    | OAM                       |
| 462803 - | 2010 PC76                | 10 agosto 2010    | Spacewatch                |
| 462804 - | 2010 QU                  | 19 agosto 2010    | Spacewatch                |
| 462805 - | 2010 QR3                 | 16 agosto 2010    | OAM                       |
| 462806 - | 2010 RB2                 | 1º settembre 2010 | LINEAR                    |
| 462807 - | 2010 RZ50                | 27 settembre 2003 | Spacewatch                |
| 462808 - | 2010 RG60                | 13 novembre 2006  | CSS                       |
| 462809 - | 2010 RY60                | 18 settembre 2003 | Spacewatch                |
| 462810 - | 2010 RU70                | 9 settembre 2010  | Spacewatch                |
| 462811 - | 2010 RY71                | 10 settembre 2010 | OAM                       |
| 462812 - | 2010 RM78                | 20 settembre 2003 | Spacewatch                |
| 462813 - | 2010 RU78                | 2 settembre 2010  | Mt. Lemmon Survey         |
| 462814 - | 2010 RF102               | 10 settembre 2010 | Spacewatch                |
| 462815 - | 2010 RS102               | 10 settembre 2010 | Spacewatch                |
| 462816 - | 2010 RZ102               | 19 aprile 2006    | Spacewatch                |
| 462817 - | 2010 RZ107               | 10 settembre 2010 | Spacewatch                |
| 462818 - | 2010 RE115               | 11 settembre 2010 | Spacewatch                |
| 462819 - | 2010 RQ139               | 11 settembre 2010 | CSS                       |
| 462820 - | 2010 RG152               | 16 settembre 2003 | Spacewatch                |
| 462821 - | 2010 RH167               | 2 settembre 2010  | Crni Vrh                  |
| 462822 - | 2010 RT171               | 2 marzo 2006      | Spacewatch                |
| 462823 - | 2010 SE5                 | 16 settembre 2010 | Spacewatch                |
| 462824 - | 2010 SG9                 | 28 settembre 2003 | Spacewatch                |
| 462825 - | 2010 SP11                | 1º gennaio 2008   | Mt. Lemmon Survey         |
| 462826 - | 2010 SE18                | 2 aprile 2006     | Spacewatch                |
| 462827 - | 2010 SP19                | 23 ottobre 2003   | Spacewatch                |
| 462828 - | 2010 SN30                | 9 settembre 2010  | Spacewatch                |
| 462829 - | 2010 SR32                | 30 settembre 2010 | Mt. Lemmon Survey         |
| 462830 - | 2010 TB21                | 17 ottobre 2006   | Spacewatch                |
| 462831 - | 2010 TQ31                | 2 ottobre 2010    | Spacewatch                |
| 462832 - | 2010 TE70                | 20 aprile 2009    | Mt. Lemmon Survey         |
| 462833 - | 2010 TR84                | 11 settembre 2010 | Spacewatch                |
| 462834 - | 2010 TL99                | 16 settembre 2010 | Spacewatch                |
| 462835 - | 2010 TQ109               | 16 settembre 2010 | Spacewatch                |
| 462836 - | 2010 TY115               | 16 settembre 2010 | Mt. Lemmon Survey         |
| 462837 - | 2010 TH150               | 6 ottobre 1999    | LINEAR                    |
| 462838 - | 2010 TV150               | 8 ottobre 2010    | CSS                       |
| 462839 - | 2010 TM165               | 20 ottobre 2006   | Mt. Lemmon Survey         |
| 462840 - | 2010 TR168               | 13 ottobre 2010   | CSS                       |
| 462841 - | 2010 TA174               | 7 ottobre 2010    | CSS                       |
| 462842 - | 2010 TK188               | 4 ottobre 2010    | Palomar Transient Factory |
| 462843 - | 2010 UH13                | 28 marzo 2009     | Spacewatch                |
| 462844 - | 2010 UG16                | 16 novembre 2006  | Mt. Lemmon Survey         |
| 462845 - | 2010 UE26                | 28 ottobre 2010   | Mt. Lemmon Survey         |
| 462846 - | 2010 UT29                | 17 ottobre 2010   | CSS                       |
| 462847 - | 2010 US33                | 14 novembre 2006  | Mt. Lemmon Survey         |
| 462848 - | 2010 UO37                | 29 ottobre 2010   | CSS                       |
| 462849 - | 2010 UB46                | 30 ottobre 2010   | CSS                       |
| 462850 - | 2010 UA49                | 31 ottobre 2010   | Mt. Lemmon Survey         |
| 462851 - | 2010 UZ49                | 22 aprile 2009    | Spacewatch                |
| 462852 - | 2010 UH73                | 23 novembre 1997  | Spacewatch                |
| 462853 - | 2010 UV76                | 30 ottobre 2010   | Spacewatch                |
| 462854 - | 2010 UU79                | 23 novembre 2006  | Mt. Lemmon Survey         |
| 462855 - | 2010 UY95                | 21 marzo 2004     | Spacewatch                |
| 462856 - | 2010 UR107               | 22 luglio 2010    | WISE                      |
| 462857 - | 2010 VL16                | 12 ottobre 2010   | Mt. Lemmon Survey         |
| 462858 - | 2010 VM18                | 12 ottobre 2010   | Mt. Lemmon Survey         |
| 462859 - | 2010 VG23                | 12 ottobre 2010   | Mt. Lemmon Survey         |
| 462860 - | 2010 VH29                | 24 novembre 2006  | Spacewatch                |
| 462861 - | 2010 VP33                | 3 settembre 2010  | Mt. Lemmon Survey         |
| 462862 - | 2010 VO37                | 12 ottobre 2010   | Mt. Lemmon Survey         |
| 462863 - | 2010 VC42                | 1º novembre 2006  | Mt. Lemmon Survey         |
| 462864 - | 2010 VX45                | 20 novembre 2006  | Spacewatch                |
| 462865 - | 2010 VD46                | 14 ottobre 2010   | Mt. Lemmon Survey         |
| 462866 - | 2010 VJ71                | 27 agosto 2006    | LONEOS                    |
| 462867 - | 2010 VF83                | 5 novembre 2010   | Spacewatch                |
| 462868 - | 2010 VT88                | 29 ottobre 2010   | Spacewatch                |
| 462869 - | 2010 VR89                | 20 novembre 2006  | Spacewatch                |
| 462870 - | 2010 VT91                | 21 novembre 2006  | Mt. Lemmon Survey         |
| 462871 - | 2010 VB93                | 1º ottobre 2010   | Mt. Lemmon Survey         |
| 462872 - | 2010 VQ96                | 8 novembre 2010   | PMO NEO Survey Program    |
| 462873 - | 2010 VR96                | 8 novembre 2010   | PMO NEO Survey Program    |
| 462874 - | 2010 VC106               | 28 ottobre 2010   | Mt. Lemmon Survey         |
| 462875 - | 2010 VL110               | 18 novembre 2006  | Spacewatch                |
| 462876 - | 2010 VH114               | 13 ottobre 2010   | Mt. Lemmon Survey         |
| 462877 - | 2010 VQ135               | 1º novembre 2010  | Spacewatch                |
| 462878 - | 2010 VX149               | 5 settembre 2010  | Mt. Lemmon Survey         |
| 462879 - | 2010 VA157               | 9 ottobre 2010    | Mt. Lemmon Survey         |
| 462880 - | 2010 VU176               | 5 novembre 2010   | CSS                       |
| 462881 - | 2010 VH185               | 30 ottobre 2010   | Mt. Lemmon Survey         |
| 462882 - | 2010 VW198               | 28 ottobre 2010   | Spacewatch                |
| 462883 - | 2010 VT203               | 30 settembre 2010 | Mt. Lemmon Survey         |
| 462884 - | 2010 VL214               | 13 novembre 2006  | Spacewatch                |
| 462885 - | 2010 VL215               | 16 novembre 2006  | Spacewatch                |
| 462886 - | 2010 VD218               | 4 ottobre 2006    | Mt. Lemmon Survey         |
| 462887 - | 2010 VD220               | 23 novembre 2006  | Spacewatch                |
| 462888 - | 2010 WJ2                 | 17 novembre 2006  | Mt. Lemmon Survey         |
| 462889 - | 2010 WL9                 | 14 novembre 2010  | Mt. Lemmon Survey         |
| 462890 - | 2010 WW11                | 9 ottobre 2010    | Mt. Lemmon Survey         |
| 462891 - | 2010 WO17                | 27 novembre 2010  | Mt. Lemmon Survey         |
| 462892 - | 2010 WB26                | 2 novembre 2010   | Spacewatch                |
| 462893 - | 2010 WG29                | 9 dicembre 2006   | Spacewatch                |
| 462894 - | 2010 WO34                | 27 novembre 2010  | Mt. Lemmon Survey         |
| 462895 - | 2010 WH63                | 2 novembre 2010   | Spacewatch                |
| 462896 - | 2010 XG1                 | 1º dicembre 2010  | Mt. Lemmon Survey         |
| 462897 - | 2010 XD23                | 15 novembre 2010  | Spacewatch                |
| 462898 - | 2010 XT34                | 12 novembre 2010  | Mt. Lemmon Survey         |
| 462899 - | 2010 XP43                | 6 dicembre 2010   | Mt. Lemmon Survey         |
| 462900 - | 2010 XK44                | 25 novembre 2006  | Spacewatch                |

## 462901-463000
| Nome     | Designazione provvisoria | Data di scoperta  | Scopritore        |
| -------- | ------------------------ | ----------------- | ----------------- |
| 462901 - | 2010 XL44                | 12 dicembre 2006  | Spacewatch        |
| 462902 - | 2010 XZ46                | 6 dicembre 2010   | Spacewatch        |
| 462903 - | 2010 XR48                | 6 dicembre 2010   | CSS               |
| 462904 - | 2010 XA58                | 25 novembre 2006  | Spacewatch        |
| 462905 - | 2010 XK63                | 16 marzo 2007     | Spacewatch        |
| 462906 - | 2010 XL67                | 11 marzo 2003     | Spacewatch        |
| 462907 - | 2010 XC71                | 29 ottobre 2010   | Mt. Lemmon Survey |
| 462908 - | 2010 XC75                | 2 dicembre 2010   | Mt. Lemmon Survey |
| 462909 - | 2010 XW77                | 8 novembre 2010   | Spacewatch        |
| 462910 - | 2010 XH80                | 17 novembre 2006  | Mt. Lemmon Survey |
| 462911 - | 2010 YC4                 | 29 dicembre 2010  | CSS               |
| 462912 - | 2011 AY1                 | 3 dicembre 2010   | Spacewatch        |
| 462913 - | 2011 AJ9                 | 7 novembre 2010   | Mt. Lemmon Survey |
| 462914 - | 2011 AZ13                | 5 gennaio 2011    | CSS               |
| 462915 - | 2011 AC21                | 28 gennaio 2007   | Spacewatch        |
| 462916 - | 2011 AM38                | 8 gennaio 2011    | Spacewatch        |
| 462917 - | 2011 AB61                | 11 novembre 2010  | Mt. Lemmon Survey |
| 462918 - | 2011 AQ66                | 14 gennaio 2011   | Spacewatch        |
| 462919 - | 2011 AD68                | 9 gennaio 2006    | Spacewatch        |
| 462920 - | 2011 AH77                | 14 marzo 2007     | CSS               |
| 462921 - | 2011 BF5                 | 16 gennaio 2011   | Mt. Lemmon Survey |
| 462922 - | 2011 BL6                 | 23 ottobre 2005   | CSS               |
| 462923 - | 2011 BF9                 | 16 gennaio 2011   | Mt. Lemmon Survey |
| 462924 - | 2011 BP13                | 8 gennaio 2011    | Mt. Lemmon Survey |
| 462925 - | 2011 BK14                | 8 maggio 2002     | LINEAR            |
| 462926 - | 2011 BF15                | 13 gennaio 2011   | CSS               |
| 462927 - | 2011 BA26                | 23 gennaio 2011   | Mt. Lemmon Survey |
| 462928 - | 2011 BL29                | 8 gennaio 2011    | Mt. Lemmon Survey |
| 462929 - | 2011 BR29                | 11 dicembre 2010  | Spacewatch        |
| 462930 - | 2011 BP30                | 8 dicembre 2010   | Mt. Lemmon Survey |
| 462931 - | 2011 BD37                | 16 gennaio 2010   | WISE              |
| 462932 - | 2011 BW51                | 7 gennaio 2006    | Spacewatch        |
| 462933 - | 2011 BY60                | 13 dicembre 2010  | Mt. Lemmon Survey |
| 462934 - | 2011 BP62                | 13 gennaio 2002   | LINEAR            |
| 462935 - | 2011 BT75                | 11 maggio 2007    | Spacewatch        |
| 462936 - | 2011 BS84                | 27 gennaio 2011   | Mt. Lemmon Survey |
| 462937 - | 2011 BN86                | 27 gennaio 2011   | Mt. Lemmon Survey |
| 462938 - | 2011 BB98                | 27 marzo 2003     | Spacewatch        |
| 462939 - | 2011 BY104               | 25 ottobre 2009   | Spacewatch        |
| 462940 - | 2011 BJ106               | 30 ottobre 2005   | CSS               |
| 462941 - | 2011 BQ107               | 17 gennaio 2010   | WISE              |
| 462942 - | 2011 BT116               | 5 dicembre 2010   | Mt. Lemmon Survey |
| 462943 - | 2011 BQ130               | 7 settembre 2004  | Spacewatch        |
| 462944 - | 2011 BO152               | 25 dicembre 2005  | Spacewatch        |
| 462945 - | 2011 CS10                | 9 dicembre 2010   | Mt. Lemmon Survey |
| 462946 - | 2011 CY11                | 15 settembre 2009 | Spacewatch        |
| 462947 - | 2011 CW16                | 10 febbraio 2002  | LINEAR            |
| 462948 - | 2011 CY19                | 16 marzo 2007     | Mt. Lemmon Survey |
| 462949 - | 2011 CQ20                | 25 novembre 2005  | Mt. Lemmon Survey |
| 462950 - | 2011 CV24                | 22 maggio 2003    | Spacewatch        |
| 462951 - | 2011 CM49                | 12 gennaio 2011   | Mt. Lemmon Survey |
| 462952 - | 2011 CD63                | 30 gennaio 2011   | Mt. Lemmon Survey |
| 462953 - | 2011 CK63                | 24 ottobre 2009   | Spacewatch        |
| 462954 - | 2011 CC64                | 27 gennaio 2011   | Spacewatch        |
| 462955 - | 2011 CX65                | 7 settembre 2008  | Mt. Lemmon Survey |
| 462956 - | 2011 CR71                | 26 ottobre 2009   | Mt. Lemmon Survey |
| 462957 - | 2011 CA101               | 14 aprile 2007    | Mt. Lemmon Survey |
| 462958 - | 2011 CT110               | 29 luglio 2008    | Mt. Lemmon Survey |
| 462959 - | 2011 DU                  | 22 febbraio 2011  | Spacewatch        |
| 462960 - | 2011 DT8                 | 8 gennaio 2011    | Mt. Lemmon Survey |
| 462961 - | 2011 DP30                | 26 febbraio 2011  | CSS               |
| 462962 - | 2011 DV45                | 26 febbraio 2011  | Mt. Lemmon Survey |
| 462963 - | 2011 DQ50                | 4 febbraio 2006   | Spacewatch        |
| 462964 - | 2011 DE51                | 6 gennaio 2006    | CSS               |
| 462965 - | 2011 EF4                 | 4 marzo 2006      | Mt. Lemmon Survey |
| 462966 - | 2011 EF25                | 5 marzo 2011      | Spacewatch        |
| 462967 - | 2011 EY27                | 23 febbraio 2011  | Spacewatch        |
| 462968 - | 2011 EJ30                | 4 marzo 2011      | CSS               |
| 462969 - | 2011 ES38                | 12 marzo 2010     | WISE              |
| 462970 - | 2011 EK43                | 30 settembre 2007 | Spacewatch        |
| 462971 - | 2011 EY56                | 26 novembre 2003  | Spacewatch        |
| 462972 - | 2011 EA57                | 12 marzo 2011     | Mt. Lemmon Survey |
| 462973 - | 2011 EL61                | 12 marzo 2011     | Mt. Lemmon Survey |
| 462974 - | 2011 EC67                | 10 marzo 2011     | Spacewatch        |
| 462975 - | 2011 EC69                | 28 gennaio 2000   | Spacewatch        |
| 462976 - | 2011 ER69                | 10 marzo 2011     | Spacewatch        |
| 462977 - | 2011 EP77                | 28 gennaio 2000   | Spacewatch        |
| 462978 - | 2011 EV78                | 4 aprile 2010     | WISE              |
| 462979 - | 2011 EH79                | 14 marzo 2011     | Mt. Lemmon Survey |
| 462980 - | 2011 EP82                | 3 settembre 2008  | Spacewatch        |
| 462981 - | 2011 EE83                | 4 febbraio 2006   | Spacewatch        |
| 462982 - | 2011 EV83                | 7 ottobre 2004    | Spacewatch        |
| 462983 - | 2011 FL                  | 16 dicembre 2004  | Spacewatch        |
| 462984 - | 2011 FW                  | 24 marzo 2011     | CSS               |
| 462985 - | 2011 FM8                 | 26 settembre 2008 | Spacewatch        |
| 462986 - | 2011 FL12                | 26 marzo 2011     | Spacewatch        |
| 462987 - | 2011 FC13                | 10 settembre 2007 | Spacewatch        |
| 462988 - | 2011 FG26                | 14 marzo 2011     | CSS               |
| 462989 - | 2011 FO33                | 25 ottobre 2008   | Spacewatch        |
| 462990 - | 2011 FW33                | 28 marzo 2011     | Mt. Lemmon Survey |
| 462991 - | 2011 FS41                | 26 marzo 2011     | Mt. Lemmon Survey |
| 462992 - | 2011 FY41                | 26 marzo 2011     | Mt. Lemmon Survey |
| 462993 - | 2011 FG46                | 19 aprile 2006    | Spacewatch        |
| 462994 - | 2011 FR46                | 29 marzo 2011     | Spacewatch        |
| 462995 - | 2011 FD68                | 27 marzo 2011     | Mt. Lemmon Survey |
| 462996 - | 2011 FT74                | 4 settembre 2008  | Spacewatch        |
| 462997 - | 2011 FQ75                | 26 aprile 2006    | Spacewatch        |
| 462998 - | 2011 FL90                | 10 febbraio 2011  | Mt. Lemmon Survey |
| 462999 - | 2011 FT103               | 27 gennaio 2006   | Mt. Lemmon Survey |
| 463000 - | 2011 FQ105               | 10 dicembre 2004  | Spacewatch        |